# Aristias symbiotica
Aristias symbiotica är en kräftdjursart. Aristias symbiotica ingår i släktet Aristias och familjen Aristiidae. Inga underarter finns listade i Catalogue of Life.